# Teenage Mutant Ninja Turtles: Shredder's Revenge
Teenage Mutant Ninja Turtles: Shredder's Revenge és un videojoc del gènere beat 'em up i estil pixel art, produït per Tribute Games i publicat el 2022 per DotEmu.
La productora audiovisual Nickelodeon, propietària dels drets sobre la franquícia Les tortugues ninja, havia sigut contactada per Tribute almanco d'ençà el 2010 per a realitzar-ne un videojoc. Quan, anys més tard, Nickelodeon oferí a DotEmu la possibilitat d'adaptar alguna de les seues propietats intel·lectuals, triaren la de TMNT. Sabedors de l'interés de Tribute, l'executiu en cap de DotEmu, Cyrille Imbert, contactà amb Tribute durant la Game Developers Conference de San Francisco i constatà que ambdós equips tenien les mateixes idees per al projecte —Tribute comptava, a més, amb gent que havia treballat en els videojocs del llarg animat TMNT: Tortugues Ninja Joves Mutants i altres brawlers com Scott Pilgrim vs The World: The Game— i començaren a treballar en una proposta conjunta per a Nickelodeon.
DotEmu l'anuncià el 10 de març del 2021 en YouTube amb la publicació d'un vídeo animat amb la cançó de la sèrie Tortugues Mutants reinterpretada per Mike Patton.
Al juny de l'any següent, els creadors anunciaren la publicació d'un contingut descarregable per a les acaballes del 2023 amb el títol de "Dimension Shellshock", amb la inclusió d'Usagi Yojimbo com a personatge jugable.
El mes següent desvelaren els detalls del mode supervivència en l'ampliació.
El 2024, una segona actualització intitulada "Radical Reptiles"
Les crítica li és molt favorable, amb un percentatge superior al 80% en Metacritic.
1. ↑  Jóvens tortugues mutants ninja: la venjança d'Shredder (o Trinxant)
2. ↑  xoc de closca dimensional
3. ↑  rèptils radicals